# Rockwell International
Ej att förväxla med Rockwool International

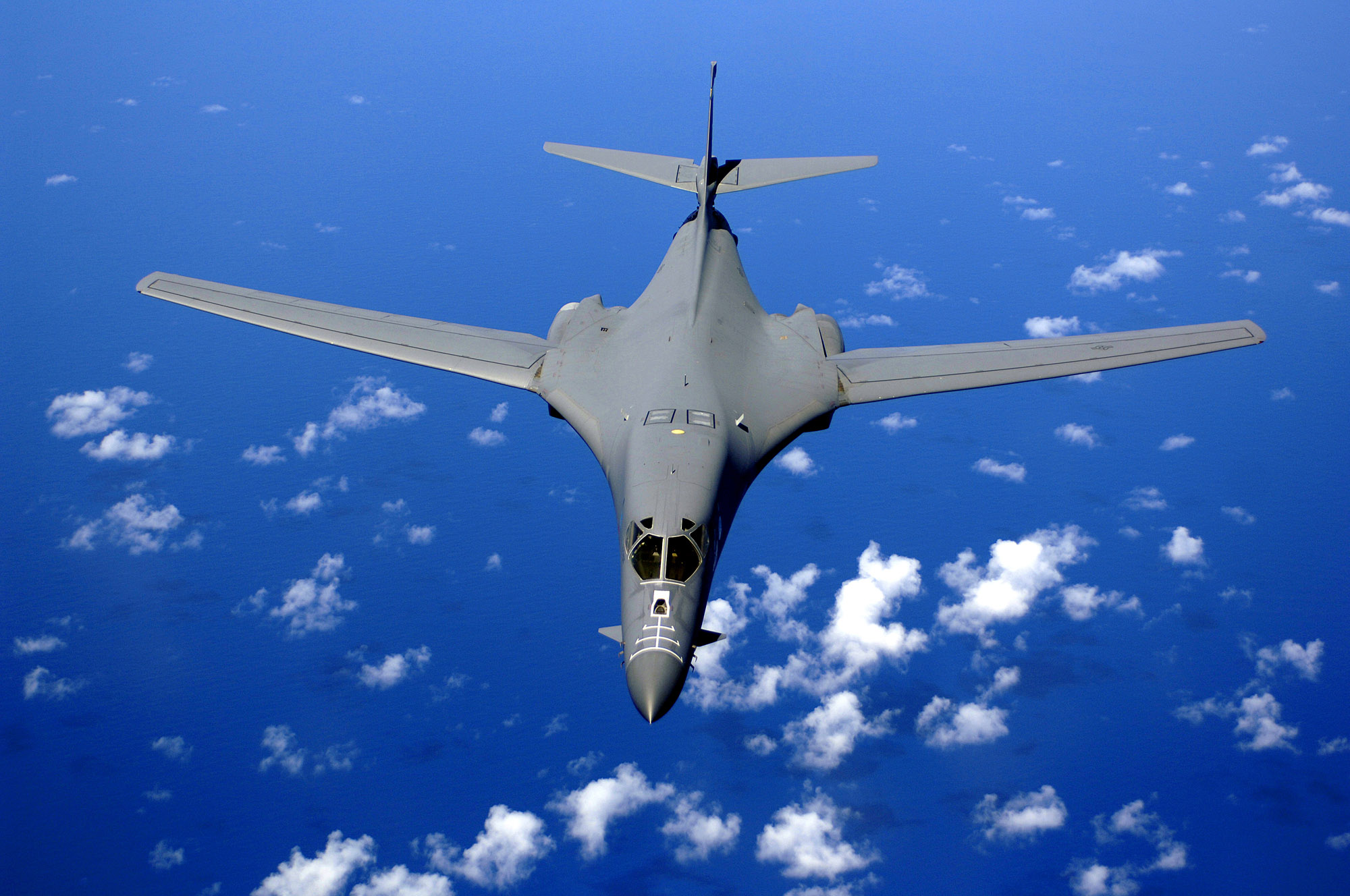
Rockwell B-1 Lancer

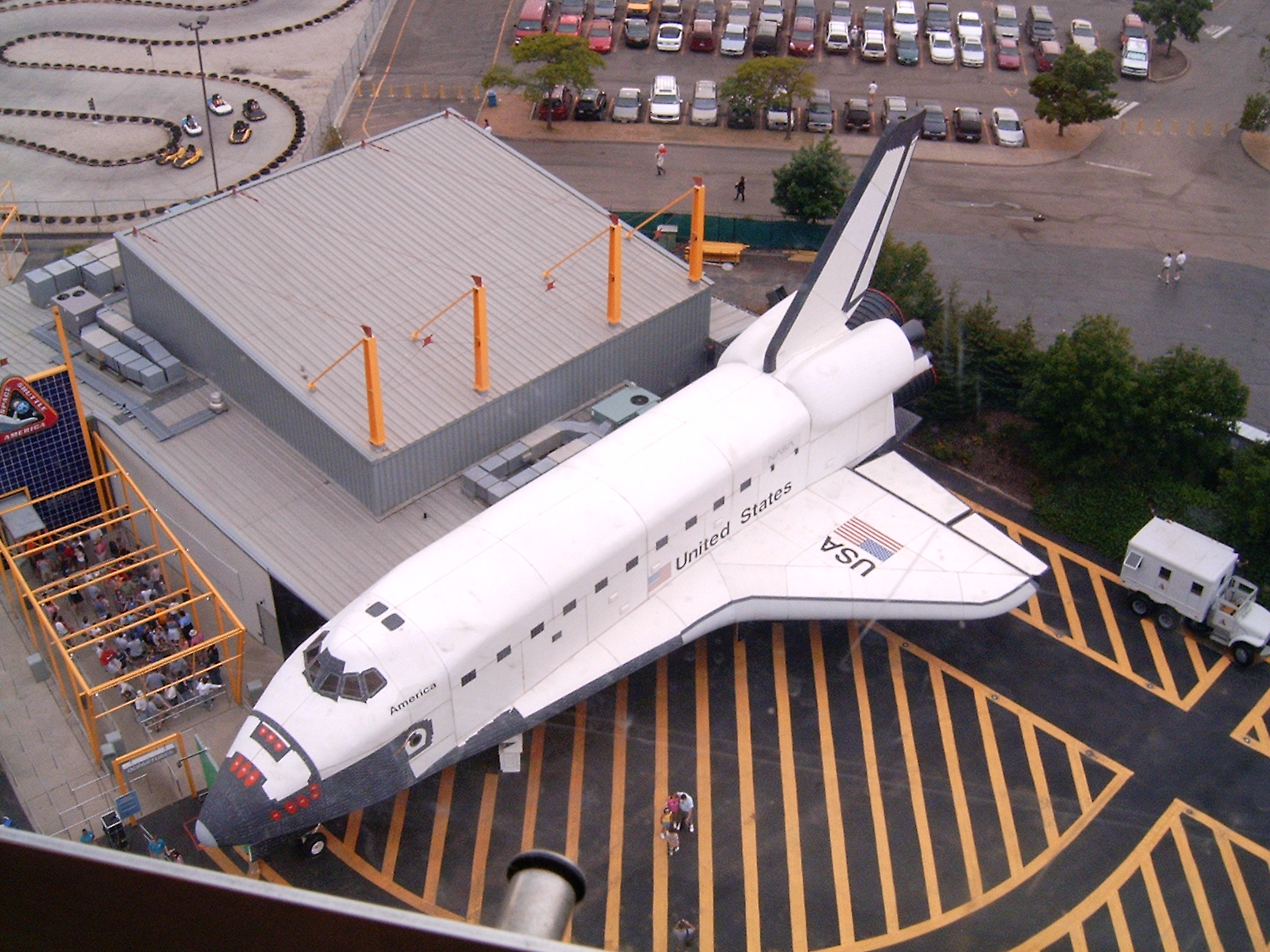
Space Shuttle America

Rockwell International var under senare delen av 1900-talet ett ledande amerikanskt företag inom flyg- och rymdindustrin. Rockwell bestod av en rad företag som grundats av William Rockwell. På 1990-talet var företaget rankat som nummer 27 på Fortune 500-listan med en omsättning på 27 miljarder dollar. Företaget tillverkade ett flertal militärflygplanstyper samt var delaktig i arbetet med det amerikanska rymdprogrammet. Bland annat bidrog företaget i Apolloprogrammet, i arbetet med Rymdfärjan samt i tillverkning av rymdsonder. 
Rockwell International omstrukturerades ett flertal gånger under 1980- och 1990-talet. Verksamheten splittrades successivt upp och delar avvyttrades till andra företag, såsom Boeing. År 2001 delades Rockwell International upp i två delar; Rockwell Automation och Rockwell Collins.